# ドリームスペース
ドリームスペース  (Dreamspace)は、フィンランドのパワーメタルバンド・ストラトヴァリウスのスタジオアルバムである。

## 概要
ギタリストのティモ・トルキがヴォーカルを務めていた最後のアルバムである。アルバム収録途中からベーシストのヤリ・カイヌライネンが参加している。クレジットでは全曲ヤリがベースをプレイしていることになっているが、実際はトルキも数曲ベースを弾いている。ドラマーのトゥオモ・ラッシーラがストレスのため腕が動かなくなり、サミ・クォッパマキが#3,#4,#6,#7,#13でドラムをプレイしている。

## 収録曲
1. "チェイシング・シャドーズ" - "Chasing Shadows" – 4:36 (作曲作詞Tolkki)
2. "第四帝国" - "4th Reich" – 5:52 (作曲作詞 Tolkki)
3. "アイズ・オブ・ザ・ワールド" - "Eyes of the World" – 6:00 (作曲作詞 Tolkki)
4. "ホールド・オン・トゥ・ユア・ドリーム" - "Hold on to Your Dream" – 3:38 (作曲Tolkki, 作詞Tolkki, Lassila)
5. "マジック・カーペット・ライド" - "Magic Carpet Ride" – 5:00 (作曲作詞Tolkki)
6. "ウィ・アー・ザ・フューチャー" - "We Are the Future" – 4:36 (作曲作詞Tolkki)
7. "ティアーズ・オブ・アイス" - "Tears of Ice" – 5:41 (作曲作詞Tolkki)
8. "ドリームスペース" - "Dreamspace" – 6:00 (作曲作詞Tolkki)
9. "レイン・オブ・テラー" - "Reign of Terror" – 3:33 (作曲作詞Tolkki)
10. "シン・アイス" - "Thin Ice" – 4:31 (作曲Tolkki, 作詞Lassila)
11. "アトランティス" - "Atlantis" – 1:09 (作曲Tolkki)
12. "アビス" - "Abyss" – 5:06 (作曲Tolkki, 作詞Tolkki, Lassila)
13. "シャッタード" - "Shattered" – 3:30 (作曲Tolkki, 作詞Tolkki, Lassila)
14. "ウィングス・オブ・トゥモロー" - "Wings of Tomorrow" – 5:15 (作曲作詞Tolkki)
15. "フル・ムーン" - "Full Moon" – 4:33 (日本版ボーナストラック) (作曲作詞Tolkki)

## 参加ミュージシャン
- ティモ・トルキ - Guitar, Vocals, Bass
- ヤリ・カイヌライネン - Bass
- アンティ・イコーネン - Keyboards
- トゥオモ・ラッシーラ - Drums